# Gussie Phillips
Gussie Phillips (* um 1955, geborene Gussie Botes) ist eine ehemalige südafrikanische Badmintonspielerin.

## Karriere
Gussie Botes gewann 1975 die Belgian International. In der Folgezeit bestimmte sie über einen Zeitraum von 20 Jahren das Niveau im südafrikanischen Badmintonsport, wo sie insgesamt 33 nationale Titel gewann.

## Sportliche Erfolge
| Saison | Veranstaltung                 | Disziplin   | Platz | Name                                 |
| ------ | ----------------------------- | ----------- | ----- | ------------------------------------ |
| 1975   | Belgian International         | Dameneinzel | 1     | Gussie Botes                         |
| 1977   | Südafrikanische Meisterschaft | Damendoppel | 1     | Gussie Botes / Marianne van der Walt |
| 1978   | Südafrikanische Meisterschaft | Damendoppel | 1     | Gussie Botes / Marianne Abrahams     |
| 1979   | Südafrikanische Meisterschaft | Mixed       | 1     | Alan Phillips / Gussie Botes         |
| 1979   | Südafrikanische Meisterschaft | Damendoppel | 1     | Gussie Botes / Marianne Abrahams     |
| 1979   | Südafrikanische Meisterschaft | Dameneinzel | 1     | Gussie Botes                         |
| 1980   | Südafrikanische Meisterschaft | Damendoppel | 1     | Gussie Phillips / Marianne Abrahams  |
| 1980   | Südafrikanische Meisterschaft | Mixed       | 1     | Alan Phillips / Gussie Phillips      |
| 1981   | Südafrikanische Meisterschaft | Mixed       | 1     | Alan Phillips / Gussie Phillips      |
| 1982   | Südafrikanische Meisterschaft | Mixed       | 1     | Alan Phillips / Gussie Phillips      |
| 1982   | Südafrikanische Meisterschaft | Dameneinzel | 1     | Gussie Phillips                      |
| 1982   | Südafrikanische Meisterschaft | Damendoppel | 1     | Gussie Phillips / Tracey Phillips    |
| 1983   | Südafrikanische Meisterschaft | Mixed       | 1     | Alan Phillips / Gussie Phillips      |
| 1983   | Südafrikanische Meisterschaft | Dameneinzel | 1     | Gussie Phillips                      |
| 1983   | Südafrikanische Meisterschaft | Damendoppel | 1     | Gussie Phillips / Tracey Phillips    |
| 1984   | Südafrikanische Meisterschaft | Mixed       | 1     | Alan Phillips / Gussie Phillips      |
| 1984   | Südafrikanische Meisterschaft | Damendoppel | 1     | Gussie Phillips / Tracey Phillips    |
| 1985   | Südafrikanische Meisterschaft | Dameneinzel | 1     | Gussie Phillips                      |
| 1985   | Südafrikanische Meisterschaft | Mixed       | 1     | Alan Phillips / Gussie Phillips      |
| 1986   | Südafrikanische Meisterschaft | Mixed       | 1     | Alan Phillips / Gussie Phillips      |
| 1986   | Südafrikanische Meisterschaft | Damendoppel | 1     | Gussie Phillips / Tracey Thompson    |
| 1987   | Südafrikanische Meisterschaft | Damendoppel | 1     | Gussie Phillips / Tracey Thompson    |
| 1987   | Südafrikanische Meisterschaft | Dameneinzel | 1     | Gussie Phillips                      |
| 1987   | Südafrikanische Meisterschaft | Mixed       | 1     | Alan Phillips / Gussie Phillips      |
| 1988   | Südafrikanische Meisterschaft | Dameneinzel | 1     | Gussie Phillips                      |
| 1988   | Südafrikanische Meisterschaft | Damendoppel | 1     | Gussie Phillips / Tracey Thompson    |
| 1988   | Südafrikanische Meisterschaft | Mixed       | 1     | Alan Phillips / Gussie Phillips      |
| 1989   | Südafrikanische Meisterschaft | Damendoppel | 1     | Gussie Phillips / Tracey Thompson    |
| 1989   | Südafrikanische Meisterschaft | Mixed       | 1     | Alan Phillips / Gussie Phillips      |
| 1990   | Südafrikanische Meisterschaft | Mixed       | 1     | Alan Phillips / Gussie Phillips      |
| 1990   | Südafrikanische Meisterschaft | Damendoppel | 1     | Gussie Phillips / Tracey Thompson    |
| 1992   | Südafrikanische Meisterschaft | Damendoppel | 1     | Gussie Phillips / Tracey Thompson    |
| 1993   | Südafrikanische Meisterschaft | Damendoppel | 1     | Gussie Phillips / Tracey Thompson    |
| 1995   | Südafrikanische Meisterschaft | Mixed       | 1     | Alan Phillips / Gussie Phillips      |